# Jarbua
Jarbua (Terapon jarbua) är en fiskart som först beskrevs av Forsskål, 1775.  Jarbua ingår i släktet Terapon och familjen Terapontidae. IUCN kategoriserar arten globalt som livskraftig. Inga underarter finns listade i Catalogue of Life.